# سیارک ۱۰۴۸۷
سیارک ۱۰۴۸۷ (به انگلیسی: 10487 Danpeterson، نامگذاری:1985GP1) ده هزار و چهارصد و هشتاد و هفتمین سیارک کشف شده‌است که در ۱۴ آوریل ۱۹۸۵ کشف شد.
قدر مطلق سیارک برابر ۳۳٫۸ است.